# Tramwaje w Tallinnie
Tramwaje w Tallinnie – system tramwajowy działający w stolicy Estonii, Tallinnie.
System składa się z 16,5 km torowisk obsługiwanych przez 5 linii. Sieć jest obsługiwana przez wagony CAF Urbos, Tatra KT4 i Tatra KT6 (te ostatnie powstały w wyniku przebudowy modelu KT4). Wszystkie linie zatrzymują się na wspólnym przystanku Hobujaama w centrum miasta.

## Historia
Pierwsza linia tramwaju konnego w Tallinnie została uruchomiona w 1888 r. Sieć obsługiwana belgijskimi wagonami przebiegała ulicami Narva maantee, Pärnu maantee i Tartu maantee. Całkowita długość sieci tramwajowej wynosiła w 1902 roku 7,24 km, a w 1915 została wydłużona o nową linię, zbudowaną przez miejscowe fabryki, w celu zapewnienia dojazdu pracownikom. Było to jednotorowe połączenie centrum miasta z dzielnicą Kopli. Początkowo wagony z Sankt Petersburga były wyposażone w silniki parowe, później zaś zastąpiono je silnikami spalinowymi. Linia miała prześwit toru 1524 mm, gdyż była wykorzystywana także jako połączenie towarowe między koleją a portem. W czasie I wojny światowej funkcjonowała jedynie ta linia, tramwaje konne były nieczynne. Ponowne ich uruchomienie miało miejsce 13 maja 1921 roku – na ulice wyjechały wagony wyposażone w silniki spalinowe, przebudowane z dawnych konnych.
28 października 1925 r. na ulicę Narva maantee wyruszył pierwszy tramwaj elektryczny. Zelektryfikowaną linię o napięciu 600 V obsługiwały wozy zbudowane w fabrykach w Tallinnie, przy pomocy części z Niemiec i Szwecji. W 1931 r. linię do Kopli przebudowano na rozstaw szyn 1067 mm i obsługiwały ją odtąd wyłącznie wozy z silnikami spalinowymi.
Do 1940 r. całkowita długość linii wynosiła 13,4 km, a liczba wozów – 54 (w tym 20 elektrycznych, 9 spalinowych i 28 przyczep). W 1951 r. linia do Kopli została rozbudowana o drugi tor i zelektryfikowana, a dwa lata później połączono ją z pozostałymi liniami w mieście. W 1954 r. ukończono trwającą od trzech lat budowę zajezdni przy ulicy Vana-Lõuna. Rok później wydłużono trasę przebiegającą ulicą Tartu maantee.
Rozbudowa sieci miała miejsce w 1990 roku. Po wstąpieniu do UE Tallinn zrealizował duży projekt modernizacji sieci tramwajowej, niezbędny do włączenia do eksploatacji nowych tramwajów CAF Urbos (20 szt.). Od 2017 tramwaje dojeżdżają do portu lotniczego.
Od 2013 roku komunikacja miejska w Tallinnie jest bezpłatna dla mieszkańców miasta.

## Tabor

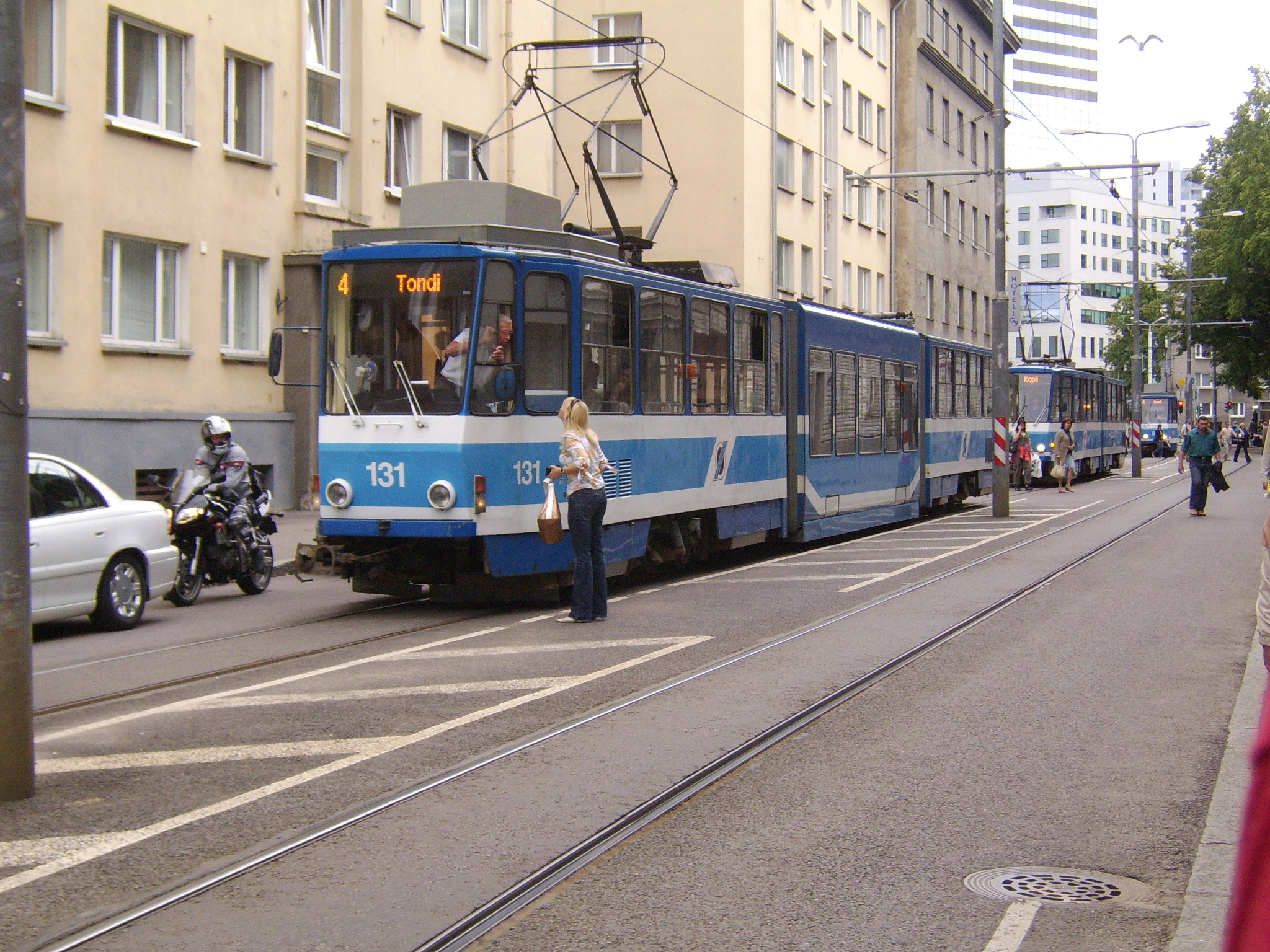
Tramwaj Tatra KT6T linii 4 na ulicy Pärnu maantee

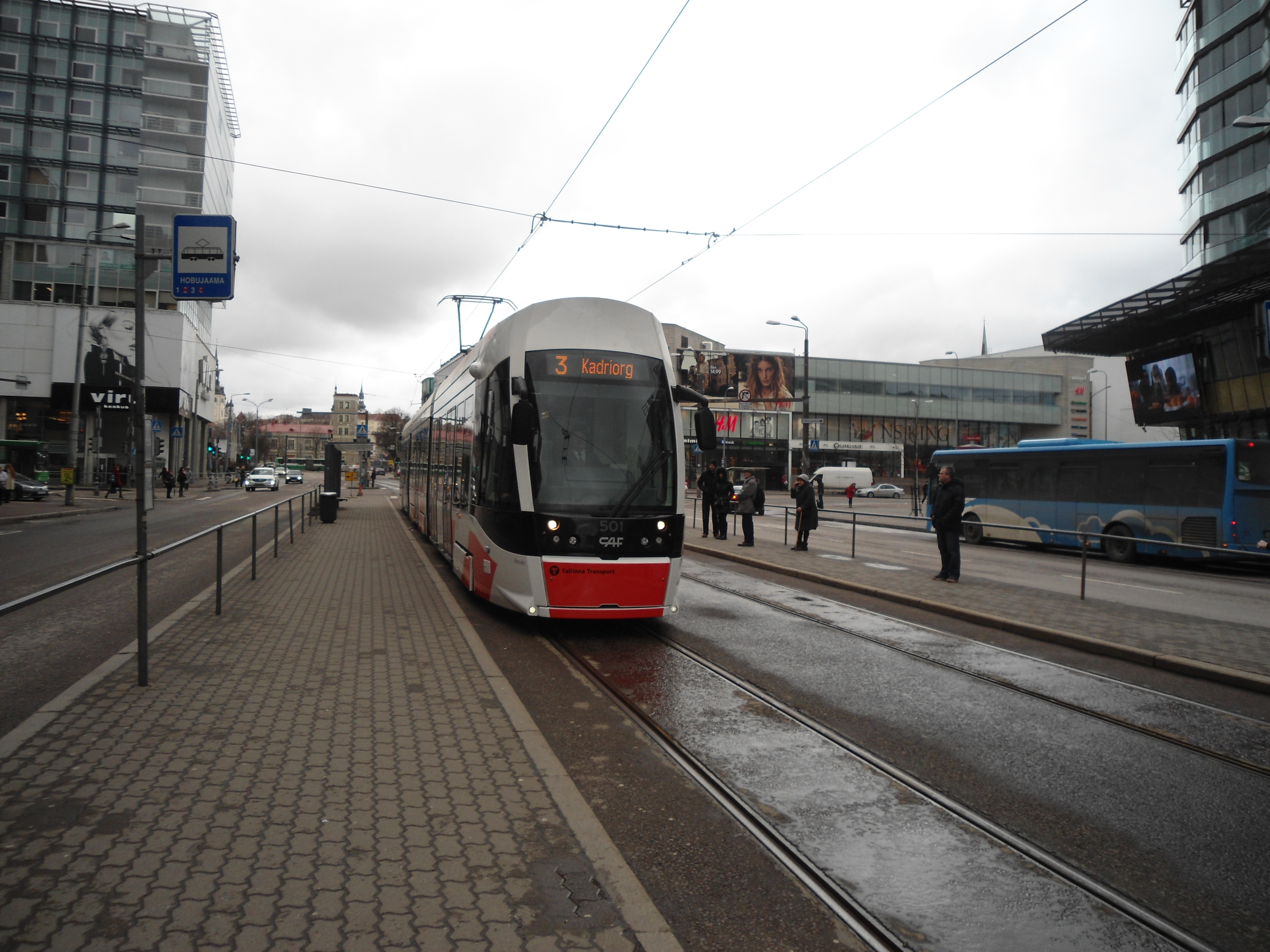
CAF Urbos 3 na przystanku Hobujaama

W latach 1955–1964 zakupiono w niemieckiej fabryce w Gocie 50 elektrycznych wagonów silnikowych i 50 doczep, zaś w latach 1965–1967 dokupiono 50 przegubowych tramwajów Gotha G4. Od 1973 r. tabor sprowadzano z czeskiej fabryki ČKD – do 1990 kupiono 60 wagonów typu Tatra T4 i 73 Tatra KT4. Do 1998 r. sprowadzono jeszcze 9 używanych KT4 i tym samym w Tallinnie kursowały 132 tramwaje: 52 typu T4 i 80 typu KT4. W latach 2001–2007 przebudowano 12 wagonów KT4. Główną modernizacją było wstawienie niskopodłogowego członu, co ułatwiło korzystanie z komunikacji miejskiej osobom o ograniczonej mobilności. Do 2005 roku wycofano wszystkie wagony Tatra T4. 15 grudnia 2014 roku dostarczono pierwszy z siedemnastu zamówionych wagonów CAF Urbos 3. Pojazdy posiadają 3 człony i mierzą niecałe 31 metrów (30 900mm). 25 maja 2022 roku podpisana została umowa na dostawę 8 tramwajów Pesa Twist z opcją na 15 dodatkowych. Tramwaje te są trzyczłonowe i mają długość 28,5 m. W lipcu 2022 roku poinformowano o skorzystaniu z opcji na dodatkowe 15 tramwajów. Pierwszy tramwaj z tego zamówienia został dostarczony na początku czerwca 2024 roku. Następnie rozpoczął jazdy testowe, zaś 23 sierpnia 2024 roku rozpoczął kursy z pasażerami.  Dostawy zakończono w styczniu 2025 roku.
| Typ                                            | Liczba         |
| ---------------------------------------------- | -------------- |
| Tatra KT4 w tym: KT4D KT4SU KT4TM KT4TMR KT6TM | 45 24 1 2 6 12 |
| CAF Urbos AXL                                  | 20             |
| Pesa Twist                                     | 23             |

## Linie
Sieć składa się z pięciu linii:
- 1. Kopli – Kadriorg (łączy Kopli w Tallinnie Północnym z Kadriorgiem w Śródmieściu)
- 2. Kopli – Suur-Paala (łączy Kopli z Ülemiste w Lasnamäe)
- 3. Tondi – Kadriorg (łączy Tondi na pograniczu Śródmieścia i Kristiine z Kadriorgiem)
- 4. Tondi – Suur-Paala (łączy Tondi z Ülemiste; pierwotnie łączyła Tondi z portem lotniczym, ale tramwaje do lotniska powrócą dopiero w 2026[10])
- 5. Kopli – Vana-Lõuna (łączy Kopli z Veerenni w Śródmieściu)